# Río Guavio
 (avril 2014).
Le río Guavio est une rivière de Colombie et un affluent du río Upía, donc un sous-affluent de l'Orénoque par le río Meta.

## Géographie
Le río Guavio prend sa source dans la cordillère Orientale, à l'est de Bogota, dans le département de Cundinamarca. Il coule ensuite vers l'est avant de rejoindre le río Upía, au niveau de la frontière des départements de Cundinamarca, Boyacá, Meta et Casanare.
Sur une grande partie de son cours, le río Guavio sert de frontière naturelle entre les départements de Cundinamarca au sud et Boyacá au nord.
Sur le cours supérieur du fleuve se trouve un barrage hydroélectrique dont les travaux furent effectués de 1980 à 1992, le barrage Alberto-Lleras, qui donne naissance au lac del Guavio.

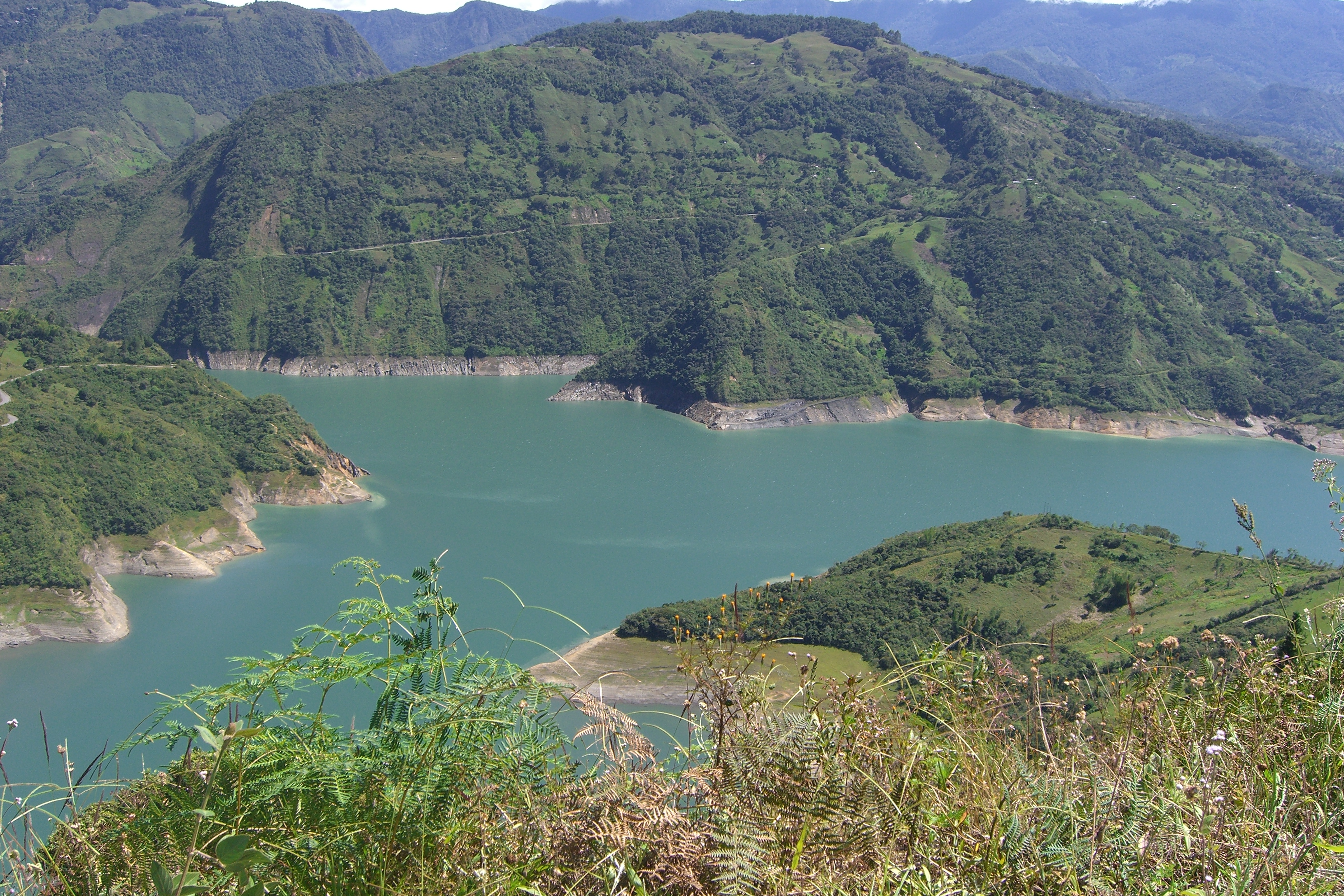
Barrage Alberto-Lleras.